# Lágrimas por una medalla

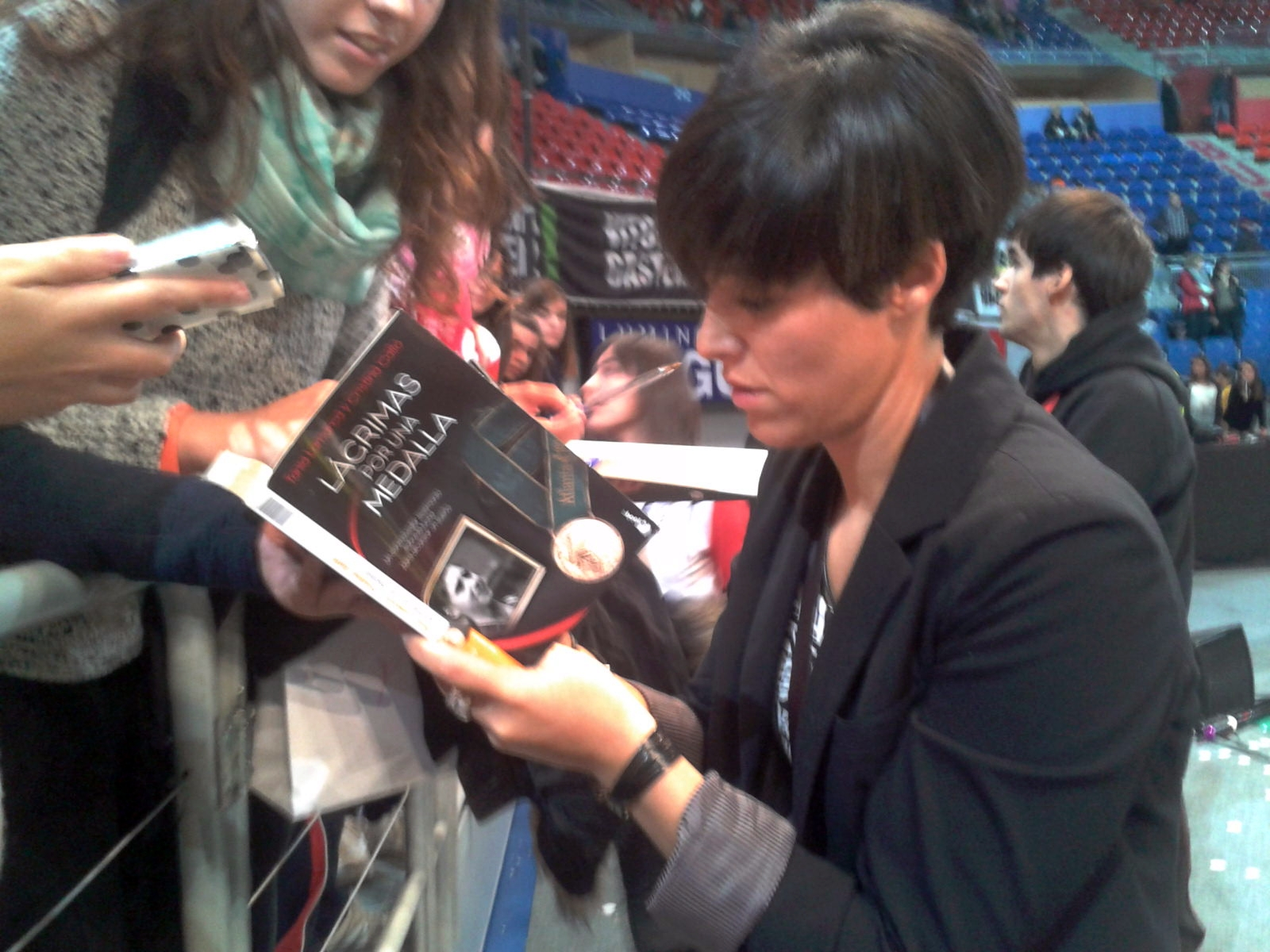
Tania Lamarca firma un ejemplar de Lágrimas por una medalla en el Euskalgym 2014.

Lágrimas por una medalla es la autobiografía novelada escrita por Tania Lamarca, ex gimnasta rítmica que fue campeona olímpica en Atlanta 1996 como integrante de las Niñas de Oro, y Cristina Gallo, periodista deportiva. Fue publicado por Ediciones Temas de Hoy (Grupo Planeta) dentro de la colección En primera persona. La presentación oficial del libro tuvo lugar el 8 de abril de 2008 en la sede del Grupo Planeta en Madrid.

## Sinopsis

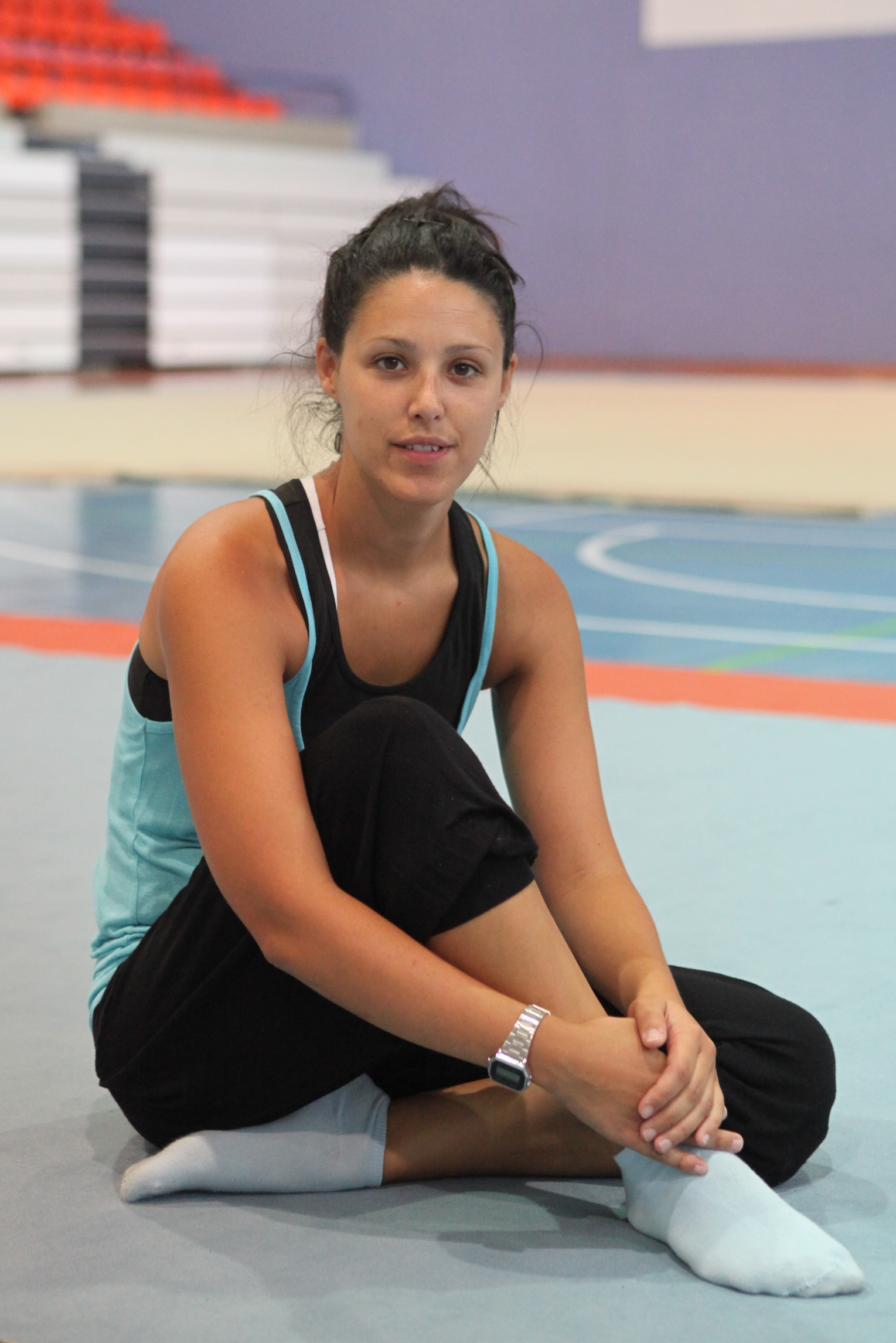
El libro trata sobre la vida deportiva de Tania Lamarca.

El libro narra la historia novelada en primera persona de Tania Lamarca como deportista de élite: su vida como gimnasta, su concentración en Madrid con el equipo nacional de gimnasia rítmica, sus triunfos, y su vida tras retirarse de la competición. Para la elaboración del libro, Tania y Cristina Gallo se ayudaron de las anotaciones que realizó la gimnasta en su diario durante su etapa en la selección nacional.
Lamarca, mediante la narración de su vida deportiva, intenta según sus palabras mostrar el esfuerzo, la dedicación y la pasión por su deporte que hicieron posible la consecución de sus metas, entre ellas ser campeona olímpica, así como la fuerte amistad creada con sus compañeras y todos los valores que le aportó la práctica de la gimnasia rítmica. Igualmente, denuncia la situación de abandono e indefensión que vivió tras su salida del equipo, donde no fue ayudada ni orientada por la Real Federación Española de Gimnasia, describiendo las muchas dificultades a las que se enfrentó en esa adaptación al «mundo real», como la vuelta a los estudios que tuvo que dejar apartados o los impagos por parte de la Federación. De esta forma, según sus propias palabras, quiere mostrar el desequilibrio entre el esfuerzo y sacrificio al que se entregó durante tantos años y la recompensa que recibió a cambio, con el fin de que esa situación no se vuelva a repetir.

«Con este libro quise ayudar a que no se volviera a repetir lo no tan bueno y sí valorar lo bueno, el valor que me dejó la gimnasia [...] porque el deporte nos deja eso, fortaleza y capacidad de adaptación y superación, y en el libro quise dejar reflejado que la medalla no fue la recompensa a nada sino la gimnasia, y el camino que recorrí fue el aprendizaje de mi vida».
—Tania Lamarca, en una entrevista a la revista de la RFEG (2018)

## Estructura
Lágrimas por una medalla está articulado básicamente en tres partes que siguen un orden cronológico: En busca de un sueño, El sueño olímpico y Las lágrimas de un sueño. El libro se inicia con una breve introducción y finaliza con un epílogo.

### Introducción
La introducción comienza con el cuento La niña que soñó con tocar las estrellas, un relato corto que Tania escribió años antes para un acto infantil. A continuación, explica lo que persigue con el libro:

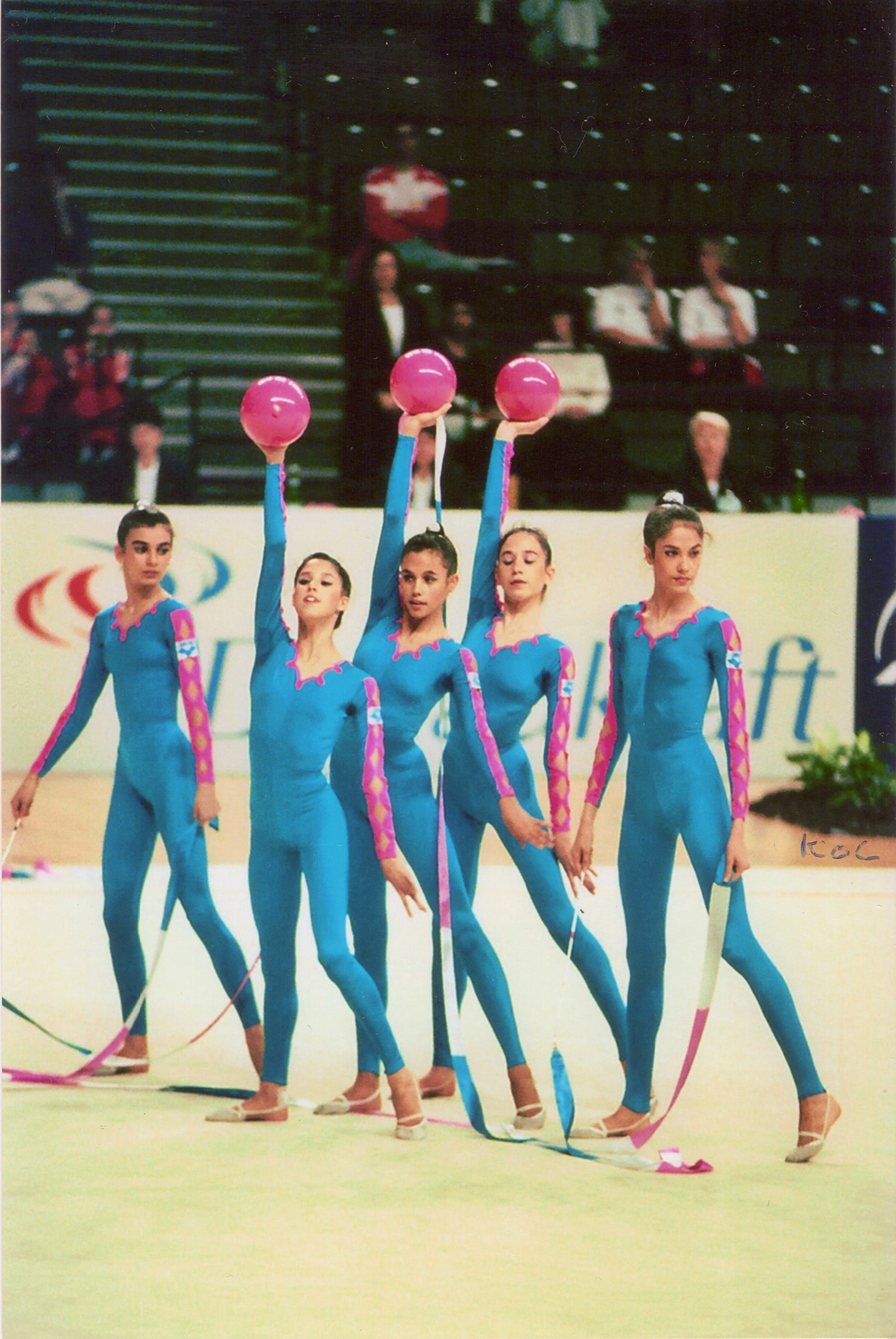
Tania (segunda a la izqda.) con el conjunto en el Mundial de Viena (1995).

«Quiero contar la historia de una medalla, de los sacrificios, las renuncias, la entrega, la lucha de unas niñas por alcanzar un sueño, el sueño de todo deportista: subir a lo más alto del pódium en unos Juegos Olímpicos. Pero lo que quiero dar a conocer es la historia de una mujer que salió del gimnasio sin más equipaje que un puñado de medallas en la mano y descubrió un mundo en el que tan preciados metales no servían más que para adornar la vitrina de su casa».

«Mi intención no es reivindicar unos derechos que me fueron hurtados, sino intentar evitar que se vuelva a repetir, que las federaciones y los organismos competentes estén a la altura de sus deportistas y estos puedan tener en la sociedad el lugar que se merecen».

«Yo volví con la medalla soñada y para ello renuncié a toda una etapa de mi vida, pero eso fue todo lo que me quedó al dejar de hacer lo que más amaba: un frío trozo de metal dorado».

### Primera parte:En busca de un sueño
En la primera parte, llamada En busca de un sueño, Tania cuenta cómo fue su llegada al equipo español en marzo de 1995, con el que convivió en un chalet en Canillejas y entrenó en el Gimnasio Moscardó a las órdenes de la seleccionadora Emilia Boneva y la entrenadora María Fernández Ostolaza, así como su adaptación a la exigente disciplina del grupo, la lucha por intentar ser gimnasta titular o la obsesión por el peso y las visitas a Emilio, la báscula por la que pasaban cada mañana. Igualmente describe la amistad y el fuerte vínculo que se creó entre las componentes del conjunto. También habla de su primera gran competición (el Campeonato Europeo de Praga), sus primeras medallas, y la tensión vivida durante el año previo a las Olimpiadas de Atlanta, en el cual se endurecieron los entrenamientos. En la parte en la que narra lo ocurrido en el Campeonato del Mundo en Budapest, donde logró su segundo título mundial, Tania cuenta como ya entonces sentía que no se valoraban sus éxitos:

«Ser campeonas del mundo no es cualquier cosa, aunque la gente se empeñase en demostrarnos lo contrario. A nadie le importó nuestra anterior victoria mundialista en Viena. Sigue sin importarles. A veces me parece que en este país todos los días se ganan medallas, que es fácil conquistar los títulos, porque se olvidan rápido las victorias. Y no me refiero al público en general, que al fin y al cabo se entera de lo que los medios dan a conocer, sino a los mandatarios, los responsables deportivos que exprimen a sus atletas hasta que se quedan sin jugo para después desecharlos».

### Segunda parte:El sueño olímpico

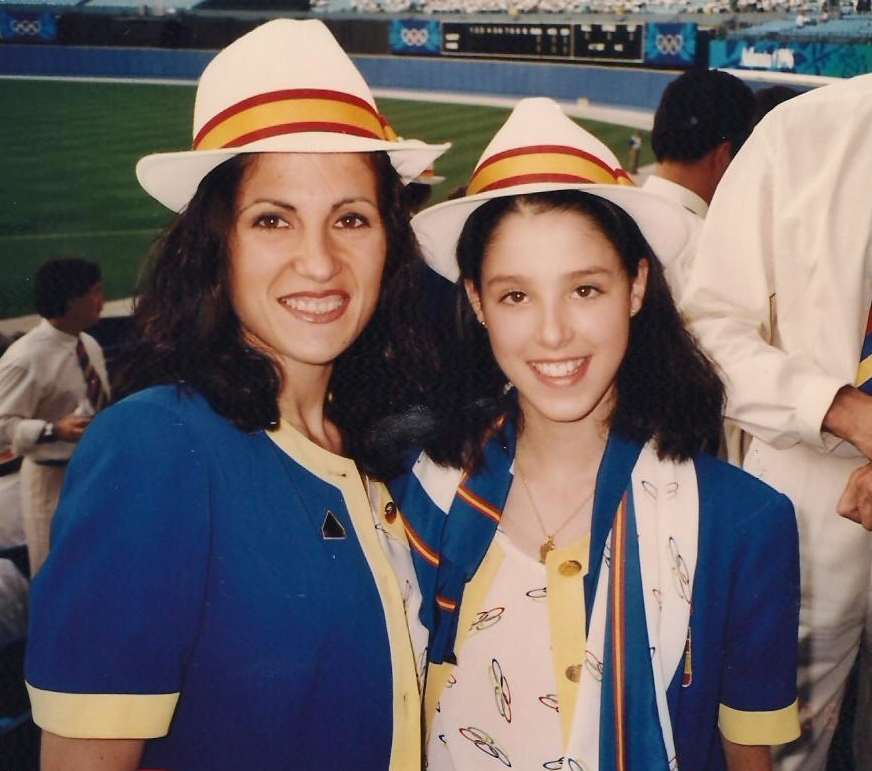
Tania (derecha) con la coreógrafa Marisa Mateo en los JJ. OO. de Atlanta.

La segunda parte, denominada El sueño olímpico, explica la llegada del equipo a los Juegos Olímpicos de Atlanta 1996, la vida en la villa olímpica, y la consecución de la medalla de oro en la competición de gimnasia rítmica por conjuntos junto a Marta Baldó, Nuria Cabanillas, Estela Giménez, Lorena Guréndez y Estíbaliz Martínez. El relato se divide aquí en varios apartados, cada uno dedicado a un día, desde el 13 de julio (fecha en la que viajaron a Atlanta) hasta el 4 de agosto (día que finalizaron los Juegos). Tania narra así el momento de recoger la medalla en el podio:

«Fui la primera en pisar el cajón. Al verme ahí me eché de nuevo a llorar. Era demasiado bonito para ser verdad. Miré a Nuria y le pregunté si era real. Se rió. Qué podía decirme, estaba tan emocionada como yo. Lorena se giró y casi molesta me pidió que dejase de llorar. No podía. Cuanto más trataba de cortar las lágrimas con mayor fuerza salían».

«Escuchamos el himno y mi llanto se acentuó. Durante aquel escaso minuto repasé cada momento duro en el equipo: las crisis, las broncas, los entrenamientos hasta las doce de la noche, la renuncia a ser como las chicas de mi edad, todo el tiempo que había dejado de ver a mis aitas, a mi hermano...».

### Tercera parte:Las lágrimas de un sueño

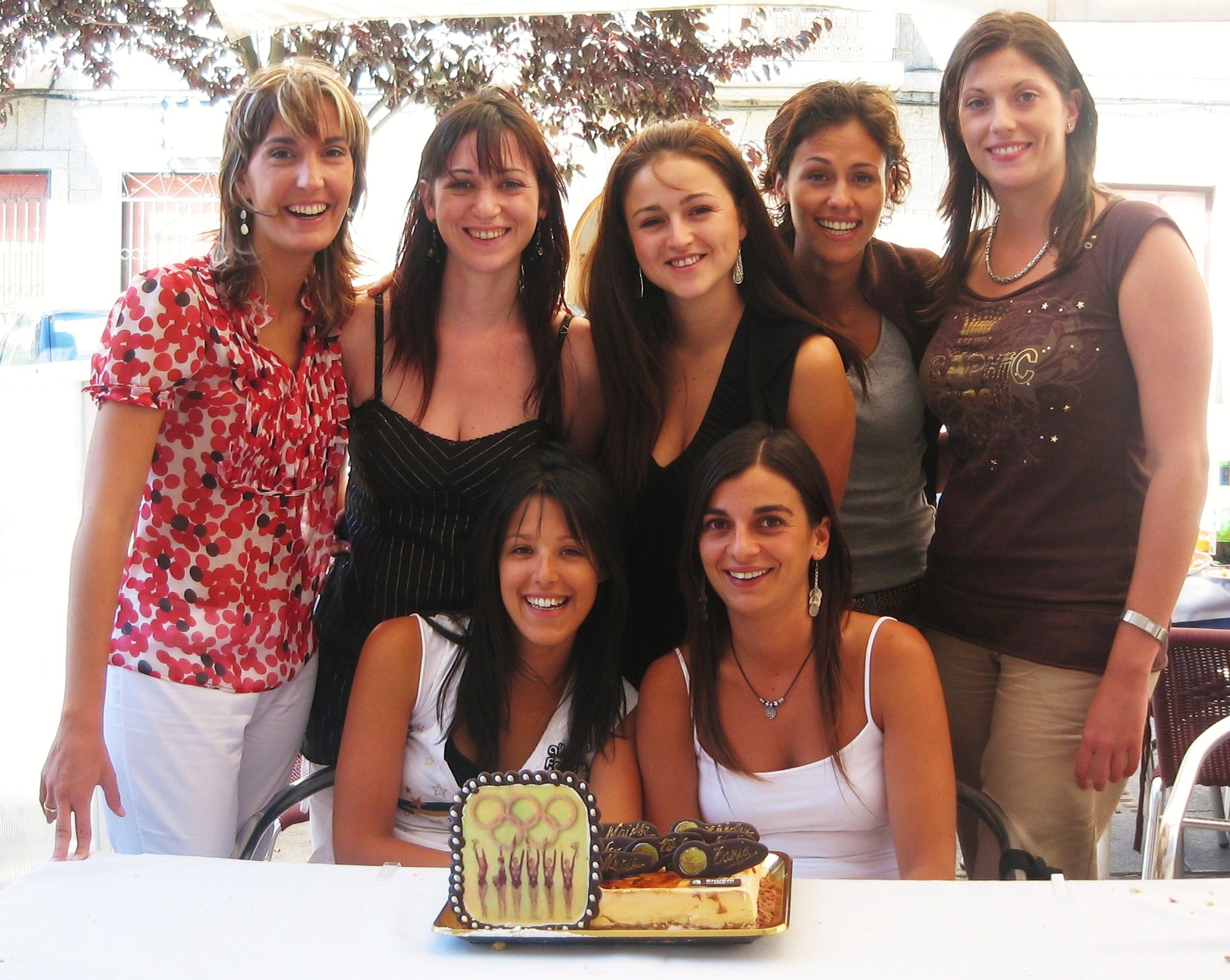
Tania (sentada, a la izquierda) junto al resto de las Niñas de Oro en el reencuentro de 2006.

En la tercera y última parte, titulada Las lágrimas de un sueño, Tania narra lo ocurrido el año posterior a los Juegos Olímpicos, su exclusión de la selección nacional de gimnasia rítmica de España debido a que superó en 2,7 kilos el límite del peso establecido y su difícil encuentro con un mundo que desconocía tras haber pasado tres años con el equipo nacional. También denuncia que ni la Real Federación Española de Gimnasia ni ningún miembro del equipo técnico le ayudó ni le orientó tras su retirada en esa adaptación, así como la actitud de la Federación respecto a un dinero que debía a las gimnastas medallistas en Atlanta y que no pagó hasta varios años después. Tania cuenta así su transición a la vida lejos de la concentración nacional:

«Siempre me habían marcado la pauta a seguir: hoy competimos aquí, viajamos allá, entrenamos acá. En cambio, nadie me advirtió que después estaría sola. Años de entrenamiento psicológico para ser la mejor, la más fuerte, la campeona y ni medio minuto de asesoramiento para enfrentarme al mundo real, para enfocar mis estudios, para buscar una futura profesión. Ni una sola palabra de ayuda ni un consejo para afrontar el día después».

### Epílogo
En el epílogo, Tania habla brevemente sobre lo ocurrido los dos años anteriores a la publicación del libro, como su boda o el reencuentro en 2006 con sus antiguas compañeras del conjunto con motivo del rodaje del documental Las Niñas de Oro y sus reacciones al conocer que iba a narrar su historia en un libro. Finalmente, comenta que, a pesar de los aspectos negativos y de haberse sentido «abandonada» tras su retirada, considera que su etapa en el mundo de la gimnasia de élite mereció la pena debido a todo lo que esta le ha aportado, y acaba con una frase que trata de resumir el contenido del libro:

«Lo mucho que siempre cuesta una medalla y lo poco que tantas veces vale».